# Danny Guthrie
Danny Sean Guthrie, född 18 juli 1987 i Shrewsbury, är en engelsk fotbollsspelare (mittfältare).

## Klubbkarriär
Danny Guthrie blev tilldelad tröjnummer i Liverpool sommaren 2005 och debuterade i förstalaget som inhoppare mot Reading i ligacupen 2006/07.
Han var utlånad slutet av säsongen 2006/2007 till Southampton och därefter till Bolton Wanderers säsongen 2007/2008.